# Droga wojewódzka nr 922
Droga wojewódzka nr 922 (DW922) – droga wojewódzka w województwie śląskim.

## Miejscowości leżące przy trasie DW922
- Nędza (DW919, DW421)
- Kuźnia Raciborska (DW425)